# L'Enchanteur Alcofrisbas
L'Enchanteur Alcofrisbas je francouzský němý film z roku 1903. Režisérem je Georges Méliès (1861–1938). Film trvá necelé 4 minuty. Ve Spojených státech vyšel pod názvem Alcofrisbas, the Master Magician a ve Spojeném království jako The Enchanter.

## Děj
Princ potřebuje snoubenku, a tak navštíví čaroděje Alcofrisbase, kterého požádá o pomoc. Kouzelník nechá jeho vysněnou nevěstu objevit a zmizet a poté se sám vytratí. Princ je nakonec nucen utéct z jeho jeskyně, ve které se objeví několik duchů.